# 竹本内匠太夫
竹本 内匠太夫（たけもと たくみだゆう）は、義太夫節の太夫。

## 初代
後の竹本大和掾。

## 2代目
（生没年不詳）
初代内匠太夫（後の竹本大和掾）の弟。初名を竹本雛太夫。1760年に兄弟子の竹本千賀太夫より譲り受け2代目内匠太夫を相続。
通称を「戎屋久四郎」。
尚兄弟子の千賀太夫が1745年に2代目内匠太夫を襲名しているが高齢のために名を返上し終生千賀太夫を再度名乗った。

## 4代目
（生年不詳 - 天保11年（1840年））

## 5代目
（生年不詳 - 安政3年10月12日（1856年11月9日））

## 6代目
（生年不詳 - 明治14年（1881年）5月）
3代目竹本筆太夫の門弟の菅太夫が1860年に京都で6代目内匠太夫を襲名。

## 7代目
（生没年不詳）
6代目竹本染太夫の門弟。1881年に7代目内匠太夫を襲名。